# Lluís I d'Hongria
Lluís I d'Hongria (en hongarès I. Lajos), conegut com a Lluís el Gran (Nagy), va regnar com a rei d'Hongria des de 1342, i de Polònia des de 1370.
Va ser un dels monarques hongaresos més poderosos de la baixa edat mitjana, guanyant el control de l'Adriàtic, i assegurant el domini de Dalmàcia i parts de Bòsnia i Bulgària.

## Biografia

### Príncep
Lluís va néixer el 5 de març de 1326 al castell reial de Visegrád, fill del rei d'Hongria Carles I Robert i la seva tercera esposa Elisabet de Polònia. Fou batejat amb el nom de Lluís en honor del seu tiet avi Sant Lluís de Nàpols.
La mort a la infància dels seus germans grans el convertí en l'hereu del regne. Va ser un estudiant notable, adquirint domini de les set arts liberals (gramàtica, retòrica, lògica, geometria, aritmètica, música i astronomia) i aprenent llatí, alemany, italià i polonès.
El 1342 va morir el seu pare i el 21 de juny Lluís fou coronat rei, als setze anys.

### Rei
Lluís va participar en nombroses campanyes, liderant personalment els seus exèrcits. Va lluitar a Bulgària, Bòsnia, Valàquia, i contra l'Horda d'Or. El primer enfrontament entre els hongaresos i els otomans també va tenir lloc sota el seu regnat.
Va llençar dues campanyes militars al sud de Croàcia, la primera el setembre de 1344, i la segona el juliol de 1345, però els venecians van recuperar Zara, i l'any següent organitzà una campanya contra Nàpols per venjar la mort del seu germà Andreu d'Hongria. Andreu, marit de la reina Joana I de Nàpols, havia mort assassinat i les circumstàncies del crim feien pensar que havia estat amb connivència de la seva esposa. Lluís va aconseguir fer fugir Joana i el seu nou marit de Nàpols, però hagué de marxar ell mateix a causa d'un brot de pesta negra, i Joana fou absolta pel Papa Climent VI en 1352. El 1369 la República de Venècia rebutja una ofensiva de Lluís I d'Hongria.
A través de la seva mare Elisabet de Polònia estava emparentat amb la família reial polonesa. A la mort del seu tiet Casimir III el Gran, els polonesos el van escollir com a rei en part gràcies al bon nom que havia adquirit lluitant al costat de Casimir contra els lituans i els mongols. Va ser coronat rei de Polònia el 17 de novembre de 1370 a la ciutat de Cracòvia.
La Pau de Torí de 1381 que tancava la Guerra de Chioggia entre la República de Gènova i la República de Venècia va suposar el reconeixement venecià de la possessió hongaresa de Dalmàcia.
Lluís va morir el 1382. El tron hongarès va passar a la seva filla Maria d'Hongria. Com que la noblesa polonesa no desitjava continuar amb la unió dinàstica amb Hongria, van decidir fer reina a la germana petita de Maria, Eduvigis.

## Família

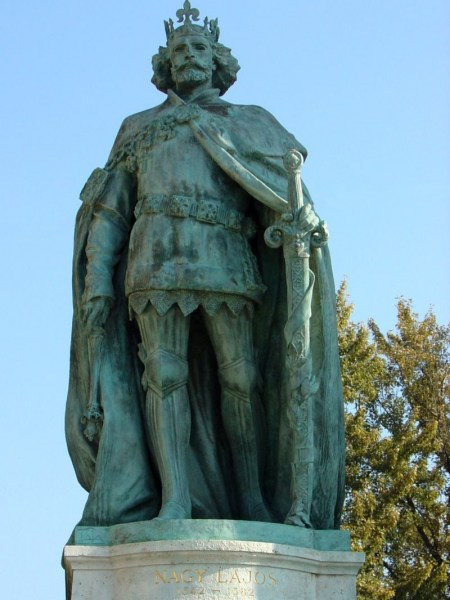
Estàtua de Lluís el Gran a la Plaça dels Herois de Budapest

### Avantpassats
|  |                                    |  |  |  |  |  |  |  |  |  |  |  |  |  |  |  |
|  | 16. Carles I de Nàpols             |  |  |  |  |  |  |  |  |  |  |  |  |  |  |  |
|  |                                    |  |  |  |  |  |  |  |  |  |  |  |  |  |  |  |
|  |                                    |  |  |  |  |  |  |  |  |  |  |  |  |  |  |  |
|  | 8. Carles II de Nàpols             |  |  |  |  |  |  |  |  |  |  |  |  |  |  |  |
|  |                                    |  |  |  |  |  |  |  |  |  |  |  |  |  |  |  |
|  |                                    |  |  |  |  |  |  |  |  |  |  |  |  |  |  |  |
|  | 17. Comtessa Beatriu I de Provença |  |  |  |  |  |  |  |  |  |  |  |  |  |  |  |
|  |                                    |  |  |  |  |  |  |  |  |  |  |  |  |  |  |  |
|  |                                    |  |  |  |  |  |  |  |  |  |  |  |  |  |  |  |
|  | 4. Carles Martell d'Anjou          |  |  |  |  |  |  |  |  |  |  |  |  |  |  |  |
|  |                                    |  |  |  |  |  |  |  |  |  |  |  |  |  |  |  |
|  |                                    |  |  |  |  |  |  |  |  |  |  |  |  |  |  |  |
|  | 18. Esteve V d'Hongria             |  |  |  |  |  |  |  |  |  |  |  |  |  |  |  |
|  |                                    |  |  |  |  |  |  |  |  |  |  |  |  |  |  |  |
|  |                                    |  |  |  |  |  |  |  |  |  |  |  |  |  |  |  |
|  | 9. Maria d'Hongria                 |  |  |  |  |  |  |  |  |  |  |  |  |  |  |  |
|  |                                    |  |  |  |  |  |  |  |  |  |  |  |  |  |  |  |
|  |                                    |  |  |  |  |  |  |  |  |  |  |  |  |  |  |  |
|  | 19. Elisabet la cumana             |  |  |  |  |  |  |  |  |  |  |  |  |  |  |  |
|  |                                    |  |  |  |  |  |  |  |  |  |  |  |  |  |  |  |
|  |                                    |  |  |  |  |  |  |  |  |  |  |  |  |  |  |  |
|  | 2. Carles I d'Hongria              |  |  |  |  |  |  |  |  |  |  |  |  |  |  |  |
|  |                                    |  |  |  |  |  |  |  |  |  |  |  |  |  |  |  |
|  |                                    |  |  |  |  |  |  |  |  |  |  |  |  |  |  |  |
|  | 10. Rodolf I d'Alemanya            |  |  |  |  |  |  |  |  |  |  |  |  |  |  |  |
|  |                                    |  |  |  |  |  |  |  |  |  |  |  |  |  |  |  |
|  |                                    |  |  |  |  |  |  |  |  |  |  |  |  |  |  |  |
|  | 5. Clemència de Habsburg           |  |  |  |  |  |  |  |  |  |  |  |  |  |  |  |
|  |                                    |  |  |  |  |  |  |  |  |  |  |  |  |  |  |  |
|  |                                    |  |  |  |  |  |  |  |  |  |  |  |  |  |  |  |
|  | 11. Gertrudis de Hohenburg         |  |  |  |  |  |  |  |  |  |  |  |  |  |  |  |
|  |                                    |  |  |  |  |  |  |  |  |  |  |  |  |  |  |  |
|  |                                    |  |  |  |  |  |  |  |  |  |  |  |  |  |  |  |
|  | 1. Lluís I d'Hongria               |  |  |  |  |  |  |  |  |  |  |  |  |  |  |  |
|  |                                    |  |  |  |  |  |  |  |  |  |  |  |  |  |  |  |
|  |                                    |  |  |  |  |  |  |  |  |  |  |  |  |  |  |  |
|  | 6. Ladislau I de Polònia           |  |  |  |  |  |  |  |  |  |  |  |  |  |  |  |
|  |                                    |  |  |  |  |  |  |  |  |  |  |  |  |  |  |  |
|  |                                    |  |  |  |  |  |  |  |  |  |  |  |  |  |  |  |
|  | 3. Elisabet de Polònia             |  |  |  |  |  |  |  |  |  |  |  |  |  |  |  |
|  |                                    |  |  |  |  |  |  |  |  |  |  |  |  |  |  |  |
|  |                                    |  |  |  |  |  |  |  |  |  |  |  |  |  |  |  |
|  | 14. Boleslau el Pietós             |  |  |  |  |  |  |  |  |  |  |  |  |  |  |  |
|  |                                    |  |  |  |  |  |  |  |  |  |  |  |  |  |  |  |
|  |                                    |  |  |  |  |  |  |  |  |  |  |  |  |  |  |  |
|  | 7. Hedwig de Kalisz                |  |  |  |  |  |  |  |  |  |  |  |  |  |  |  |
|  |                                    |  |  |  |  |  |  |  |  |  |  |  |  |  |  |  |
|  |                                    |  |  |  |  |  |  |  |  |  |  |  |  |  |  |  |
|  | 30. Béla IV d'Hongria              |  |  |  |  |  |  |  |  |  |  |  |  |  |  |  |
|  |                                    |  |  |  |  |  |  |  |  |  |  |  |  |  |  |  |
|  |                                    |  |  |  |  |  |  |  |  |  |  |  |  |  |  |  |
|  | 15. Violant de Polònia             |  |  |  |  |  |  |  |  |  |  |  |  |  |  |  |
|  |                                    |  |  |  |  |  |  |  |  |  |  |  |  |  |  |  |
|  |                                    |  |  |  |  |  |  |  |  |  |  |  |  |  |  |  |
|  | 31. Maria Laskarina                |  |  |  |  |  |  |  |  |  |  |  |  |  |  |  |
|  |                                    |  |  |  |  |  |  |  |  |  |  |  |  |  |  |  |
|  |                                    |  |  |  |  |  |  |  |  |  |  |  |  |  |  |  |

### Núpcies i descendents
El 1342 es casà amb la seva primera esposa Margarida, la filla de Carles IV del Sacre Imperi de sols set anys. Margarida morí el 1349, encara menor d'edat.
El 1353 es casà en segones núpcies amb Elisabet de Bòsnia, filla d'Esteve II de Bòsnia que esdevingué el seu vassall. Varen tenir tres filles:
- Caterina (1370-1378)
- Maria (1387-1437), futura reina Maria I d'Hongria, i esposa de Segimon I del Sacre Imperi.
- Eduvigis, futura reina Eduvigis I de Polònia, i esposa de Ladislau II Jagelló, Gran Duc de Lituània.